# Чукву, Клемент
Клемент Чукву (англ. Clement Chukwu; 7 июля 1973) — нигерийский легкоатлет, олимпийский чемпион.
Клемент Чукву родился в 1973 году в Умуахии. В 1996 году принял участие в Олимпийских играх в Атланте, но не завоевал медалей. В 2000 году на Олимпийских играх в Сиднее он стал обладателем серебряной медали в эстафете 4×400 м; впоследствии сборная США была лишена медалей за эту эстафету, и нигерийцы стали считаться чемпионами.